# Aéroport de Los Cerillos
L'aéroport de Los Cerillos est l'ancien aéroport de Santiago, au Chili, situé sur la commune de Cerrillos.
Ouvert en 1929, il est remplacé comme principale plateforme aéroportuaire de la capitale par l'aéroport international Arturo-Merino-Benítez en 1967, mais continue son activité comme aérodrome jusqu'à sa fermeture définitive le 8 février 2006. 
Sur son emplacement a été édifié le Bicentennial Park, un ensemble immobilier de 250 hectares comprenant un jardin public de 50 hectares qui a été inauguré en 2011. Sur ce site se trouve également le Musée national de l'aéronautique et de l'espace ainsi que le Centre national d'art contemporain de Cerillos, ouvert en 2016.